# جامعة النجاح الوطنية
جامعة النجاح الوطنية جامعة فلسطينية في مدينة نابلس ولها فرع في مدينة طولكرم، تعد أحد أكبر الجامعات الفلسطينية من حيث عدد الطلاب. لعبت الجامعة دوراً في الحياة اليومية السياسية، والاقتصادية الفلسطينية. وبرز منها العديد من الشخصيات الذين أسهموا إسهاما كبيرا في تاريخ القضية الفلسطينية.

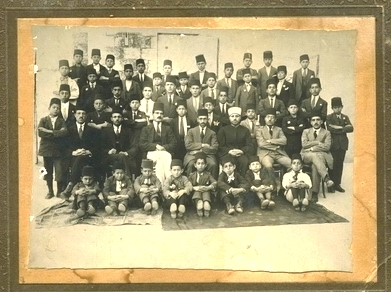
صورة لإحدى دفعات المتخرجين من مدرسة النجاح الوطنية (الآن جامعة النجاح) في عام 1920

تقدم جامعة النجاح الوطنية أكثر من 180 برنامجاً مختلفاً، في درجات البكالوريس، والدراسات العليا (الماجستير)، والدكتوراه، منها: في تخصصات الكيمياء، والفيزياء، أصول الدين، وحوالي 20 تخصصاً في الدبلوم المتوسط.

## تاريخ
تأسست جامعة النجاح الوطنية على يد السياسي الفلسطيني حسن شاكر حماد عام 1918 حيث قام بدعوة عدد من رجالات فلسطين لتأسيسها تحت اسم «مدرسة النجاح الوطنية». تطورت حتى أصبحت جامعة عام 1941 إلى كلية النجاح الوطنية وبدأت بمنح درجة الدبلوم في بعض التخصصات التجارية والأكاديمية، وفي عام 1965 بدأت بمنح الدرجة الجامعية المتوسطة في تخصصات أكاديمية تهدف إلى إعداد المعلمين وتأهيلهم تربويًا، وفي عام 1977 تم تحويل الكلية إلى جامعة تلبية لحاجة المجتمع الفلسطيني إلى مؤسسات للتعليم العالي.

## حرم الجامعة
تقع الجامعة في مدينة نابلس على بعد 60 كم شمالي مدينة القدس، وتتوزع كلياتها على الحرم القديم والحرم الجديد وكلية الزراعة والطب البيطري في مدينة طولكرم وكلية هشام حجاوي التكنولوجية ومستشفى النجاح الوطني الجامعي.

### الحرم الجامعي القديم
تبلغ مساحة هذا الحرم حوالي 35 دونماً، ويضم كليات الآداب، الاقتصاد والعلوم الإدارية، الشريعة، العلوم التربوية، وكلية الشرف، إضافة إلى مبنى كلية المجتمع، والمراكز العلمية، ومبنى الإدارة، وعمادة القبول والتسجيل، وعمادة شؤون الطلبة، ومركز اللغات، والدوائر الإدارية الرئيسة في الجامعة، ومكتبات الجامعة، وعيادات الطب العام، وطب الأسنان، والأجهزة الطبية والأطراف الصناعية، ومختبر الطب المركزي، بالإضافة إلى مبنى الكفتيريا(مطعم الحرم)، ومجلس الطلبة، وشؤون الطلبة.
وقد عانت الجامعة منذ كانون أول من سنة 1987م وحتى آب من سنة 1991م من إغلاق جميع مرافقها بأمر عسكري من الاحتلال مما جعل إدارة الجامعة تتخذ من البيوت والعيادات مكاتب لها، وعملت على إيجاد مراكز مؤقتة للمحاضرات في العديد من المدن لاستكمال العملية التعليمية، وتخريج العديد من الطلبة.

### الحرم الجامعي الجديد
تبلغ مساحته حوالي 121 دونماً. ويقع في الجزء الغربي من مدينة نابلس. ويبعد عن مركز المدينة حوالي 5 كيلو مترات، وكانت الجامعة قد قامت بشراء قطعة الأرض المذكورة في العام 1979، ولكن لم تتمكن من استغلالها بسبب معارضة سلطات الاحتلال لخطط الجامعة في التوسع خارج موقعها الأصلي. وبتاريخ 25 حزيران 2000 قام الرئيس ياسر عرفات بوضع حجر الأساس لمبنى كلية منيب المصري للهندسة والتكنولوجيا، ثم توالت عملية البناء والتطوير في هذا الحرم حيث افتتح رسمياً في حزيران 2006 بحضور الرئيس محمود عباس رئيس السلطة الوطنية الفلسطينية.
يضم الحرم الجديد كليات الفنون الجميلة، القانون، الدراسات العليا، الطب البشري، الهندسة، العلوم، الصيدلة، البصريات، التمريض، تكنولوجيا المعلومات، والتربية الرياضية، إضافة إلى مسرح الأمير تركي بن عبد العزيز، ومسرح حكمت المصري (المسرح المكشوف) والمعهد الكوري الفلسطيني المتميز لتكنولوجيا المعلومات.
أما المكتبة فتحتوي على أكثر من 435,488 كتابا، 70,000 منها إلكترونية وأكثر من 28,000 مجلات علمية.

### مستشفى النجاح الوطني الجامعي
يقع المستشفى في أجمل مواقع مدينة نابلس وأكثرها صحة، في المنطقة الجبلية الشمالية الغربية ذات الاطلالة الرائعة، على المخرج المؤدي إلى قرية عصيرة الشمالية، حيث
يهدف المستشفى إلى توفير الرعاية الطبية بما يتناسب مع المعايير الدولية، وتقديم الحلول للمشاكل الطبية داخل النظام الطبي الفلسطيني.

## مرافق الجامعة
تمتلك جامعة النجاح مركز للإعلام يتضمن: إذاعة صوت النجاح (انطلقت عام 2003)، ووكالة النجاح الإخبارية (انطلقت اعام 2017)، وفضائية النجاح (مغلقة).

### المراكز العلمية
في الجامعة وحدات ومراكز متخصصة في الجامعة هي: مركز التخطيط الحضري والحد من مخاطر الكوارث، مركز بحوث الطاقة، ومعهد المياه والبيئة، ووحدة النجاح للأبحاث الحيوية والسريرية ومركز الدراسات الدستورية.
مركز النجاح لأبحاث السرطان والخلايا الجذعية
يُجري المركز الجامعي أبحاث في السرطان والخلايا الجذعية أبحاثًا أساسية وعابرة وسريرية لتطوير عقاقير جديدة تجعل الجسم يقتل السرطان ويطور الظروف المثلى لإعادة نمو الخلايا أو الأعضاء أو الأنسجة التالفة أو إصلاحها أو استبدالها.
من بين أهدافها:
- تحديد الجينات والمسارات الحاسمة التي تميز السرطان عن الخلايا (الجذعية) الطبيعية، وعزل الخلايا الجذعية للأنسجة وتحديد الظروف اللازمة لإصلاح الأنسجة التالفة، وتطوير عقاقير جديدة للسرطان والطب التجديدي، وإصلاح الجينات المسببة للأمراض (العلاج الجيني) وإعادة النمو الأنسجة التالفة (أجزاء الجسم)).

كرسي اليونسكو
كرسي اليونسكو لحقوق الإنسان والديمقراطية والسلام تستضيفه جامعة النجاح الوطنية منذ 1997. يسعى الكرسي لتعزيز، تدعيم وتطوير التعليم وحقوق الإنسان. ويشارك في بحوث حقوق الإنسان والدعوة إلى تقديم الدعم والموارد للمجتمع المحلي.
وقد أنشئ ضمن إطار برنامج الكراسي الجامعية التابع لليونسكو/مشروع التوأمة بين الجامعات. يتم تأسيس كراسي اليونسكو في جميع أنحاء العالم من أجل تطوير الأبحاث وتطوير البرامج الأكاديمية في مجالات معينة، وبناء الاتصالات ليس فقط مع المجتمع الأكاديمي المحلي والعالمي، ولكن أيضا من أجل تعزيز الروابط مع المجتمع المدني، والمجتمعات المحلية، وصانعي القرار.
وحامل الكرسي الحالي: الدكتورة سناء السرغلي
مركز الدراسات الدستورية
هو أحد المراكز العلمية في جامعة النجاح الوطنية, وهو يركز بشكل خاص على فصل السلطات ؛ نطاق السلطات التشريعية والتنفيذية والقضائية وبنية الديمقراطية الدستورية ؛ حرية الكلام ودراسات النوع الاجتماعي في الأجندات الدستورية والصحافة والدين. حيث أن المركز مكرس لتطوير البناء الدستوري في فلسطين.

### كليات الجامعة
تضم الجامعة عدة كليات هي: العلوم، والعلوم الإنسانية، والشريعة، والعلوم التربوية وإعداد المعلمين، والهندسة وتكنولوجيا المعلومات، والطب وعلوم الصحة، والاقتصاد والعلوم الاجتماعية، والزراعة والطب البيطري، والقانون، والفنون الجميلة، والدراسات العليا وكلية الشرف.
- مبنى كلية العلوم وكلية تكنولوجيا المعلومات
- مدخل كلية الهندسة وتكنولوجيا المعلومات
- مبنى كلية الشيخ زايد للتمريض والبصريات

#### كلية هشام حجاوي التكنولوجية
أقيمت الكلية على قطعة أرض مساحتها 18 دونماً، وتقع في الجزء الشرقي من مدينة نابلس، ويتكون مبنى الكلية من ثلاثة طوابق بمساحة 12500 متر مربع، أقيمت وفق معايير هندسية متقدمة تنسجم مع الغرض الذي أنشئت من أجله، وتوفر مرافق لتلبية احتياجات الطلبة ذوي الاحتياجات الخاصة.

#### كلية الزراعة والطب البيطري

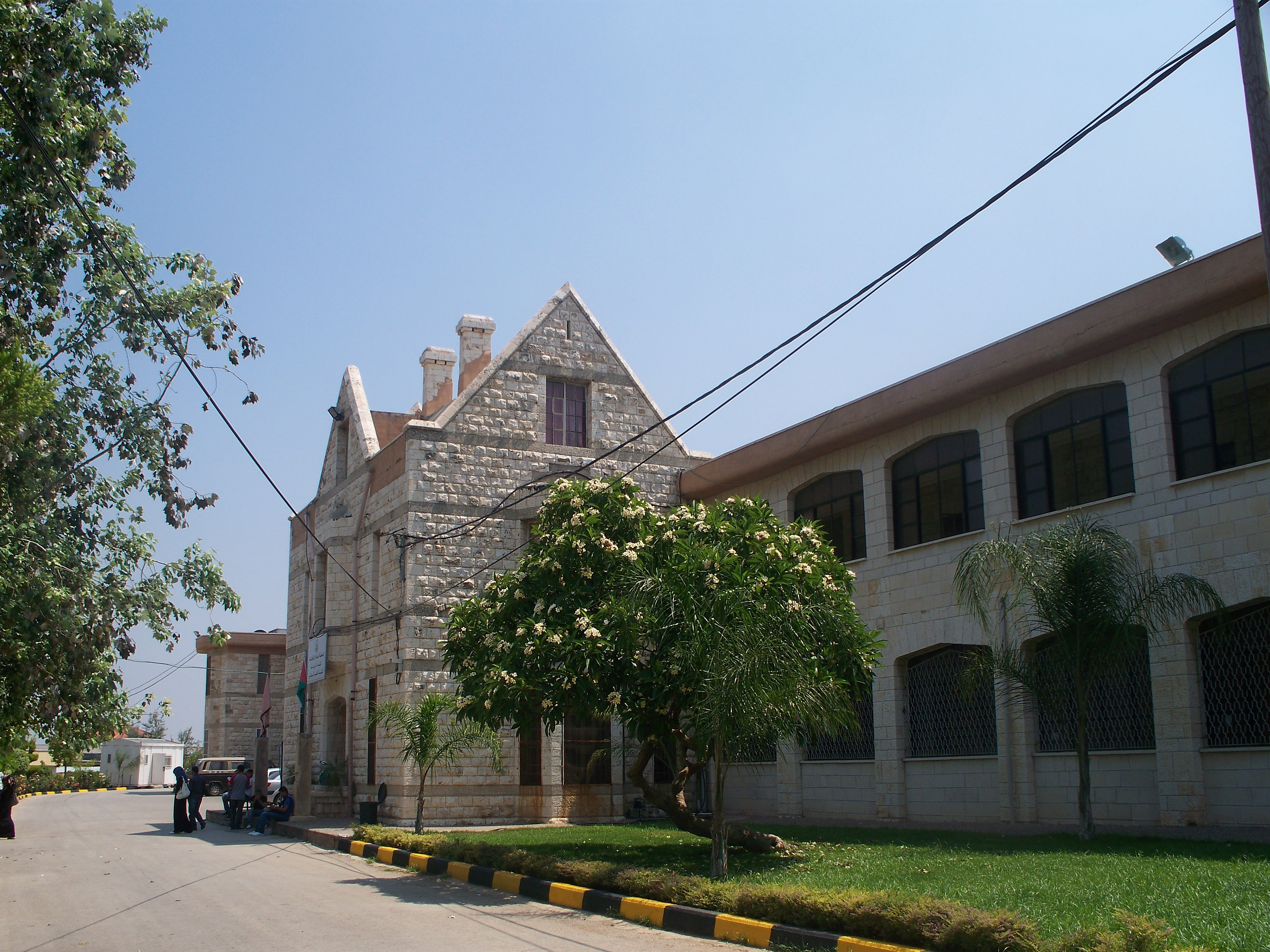
صورة لإحدى مباني جامعة النجاح الوطنية فرع مدينة طولكرم

لجامعة النجاح الوطنية فرع في مدينة طولكرم وهو (كلية الزراعة والطب البيطري) والتي تأسست أواخر التسعينيات، حيث تقدم الكلية البكالوريس في التخصصات التالية: الطب البيطري، والإنتاج النباتي والوقاية، والتغذية والتصنيع الغذائي والإنتاج الحيواني وصحة الحيوان. وتقدم الكلية أيضا عددا من تخصصات الدراسات العليا (الماجستير).
هذا ويقع حرم جامعة النجاح في مدينة طولكرم بجانب جامعة فلسطين التقنية (حرم خضوري) غرب مدينة طولكرم. ويبعد الموقع حوالي 14 كم من البحر الأبيض المتوسط، ويقع على قطعة أرض مساحتها حوالي 115 دونما. وتضم مرافق الكلية حقولاً زراعية وبساتين تشمل جميع أنواع المزروعات والأشجار وكذلك مصنعاً للألبان والأجبان ومزارع حيوانية ووحدة لعلاج الحيوانات والممارسة العملية وكل ما له علاقة بتخصصات الزراعة والطب البيطري.

## شخصيات بارزة
تخرّج من النجاح مجموعة كبيرة من الشخصيات المرموقة منها:
- المهدي بنونة، صحفي وسياسي ودبلوماسي مغربي من الحركة الوطنية المغربية، ومؤسس وكالة المغرب العربي للأنباء وناشط بارز في جمعية الهلال الأحمر المغربي.[12]
- رياض الشكعة، وزير العدل الأردني السابق.
- طاهر كنعان، وزير التخطيط الأردني السابق.
- طاهر المصري، رئيس مجلس الأعيان السابق ورئيس وزراء المملكة الأردنية الهاشمية لمرتين.

## رؤساء الجامعة
- كايد عبد الحق (Q121213906)
- شريف كناعنة
- منذر صلاح
- شوكت زيد الكيلاني
- بهجت صبري، (1991-1995)
- رامي الحمد الله، (1998-2013)
- ماهر النتشة، قائمًا بالأعمال بين عامي (2013-2019)، ورئيسًا للجامعة بين عامي 2019 و2021.
- عبد الناصر زيد، عُين رئيسًا للجامعة في عام 2021 ولا يزال في المنصب.

## نشيد الجامعة
كتبت كلماته الشاعرة الفلسطينية الدكتورة فدوى طوقان:
يا قلعة الصمود والعرفان يا صرحنا الموطد الأركان
جامعة النجاح، يا جامعة النجاح
يا منهل الآداب والعلوم وجسرنا إلى الغد العظيم
نخرج من رواقك الظليل وفي البدين عدة التأهيل
يا معقد الأجيال، ومصنع الأجيال
أنت لنا الدليل والمنارة على دروب المجد والحضارة
بددت عنا ظلمة الجهل نميت فينا قوة العقل
يا أرثنا أنت، يا كنزنا أنت
أنت التي ترفعنا مشاعل أنت التي تطلقنا جحافل
في أرض هذا الوطن الحبيب نبنيه بالعقول والقلوب
بالساعد القوي، الثائر الفتي
يا قلعة الصمود والعرفان يا صرحنا الموطد الأركان
حملتنا أمانة الأوطان نقسم بالإنجيل بالقرآن
عن الولاء... والانتماء...

## وصلات خارجية
- الموقع الرسمي لجامعة النجاح الوطنية
- الموقع الرسمي لكلية هشام حجاوي - جامعة النجاح الوطنية
- جامعة النجاح الوطنية - زاجل